# Xenylla brevispina
Xenylla brevispina är en urinsektsart som beskrevs av Sôichirô Kinoshita 1916. Xenylla brevispina ingår i släktet Xenylla och familjen Hypogastruridae. Inga underarter finns listade i Catalogue of Life.